# David Urs de Margina

Colonelul David Baron Urs de Margina la Solferino şi pe Lissa

David Urs, cunoscut și ca David Urs de Margina sau de Marginea, (n. 1 aprilie 1816, Mărgineni, comitatul Făgăraș – d. 10 septembrie 1897, Sibiu) a fost un înalt ofițer român în armata imperială austriacă, purtător al Ordinului Militar Maria Terezia.

## Studiile
A urmat cursurile primare la școlile centrale grănicerești ale Regimentului I Român de Graniță, cu sediul în comuna Orlat. Studiile medii le-a absolvit la școala superioară secundară a Regimentului II Român de Graniță, de la Năsăud.

## Cariera militară
La 1 martie 1841 a primit gradul de sublocotenent. În 1846 deținea funcția de adjunct al căpitanului Philippovic, comandantul companiei a VII-a de la Racovița.
Anul revoluționar 1848 l-a găsit la comanda companiei a VII-a de la Racovița. A participat la luptele purtate împotriva regimentelor secuiești de graniță care au trecut de partea revoluționarilor lui Lajos Kossuth, lupte desfășurate în zona localității Odorhei. Pentru curajul său a fost distins cu Ordinul de Merit Militar cu decorație de război (KD.), și din partea rușilor aliați Ordinul Imperial Rusesc „Sfânta Ana” de clasa a 3-a.
La 19 noiembrie 1850 a fost transferat la IR 34 (Infanterieregiment 34) Kaschau, azi Kosice (Slovacia). La 5 mai 1859 a fost avansat la gradul de maior, grad cu care a participat la războiul austro-italo-francez, deținând funcția de comandant de batalion. Pentru vitejia dovedită în luptele de la Solferino și Medole a fost decorat cu Ordinul Maria Terezia, fiind primul român căruia i-a fost decernat acest ordin, precum și cu Ordinul Coroanei de Fier de clasa a 3-a. La 8 ianuarie 1860 a fost înnobilat, primind titlul de baron.
La 1 februarie 1860 a fost înaintat la gradul de vicecolonel și a fost transferat în Transilvania, la IR 64 din garnizoana Deva. La 16 iunie 1863 a fost numit comandant al IR 64 și a fost avansat la gradul de colonel.
Pe 20 aprilie 1866, în timpul războiului austro-prusac, a primit comanda insulei fortificate Lissa de la Marea Adriatică, făcându-și remarcată abilitatea strategică în timpul Bătăliei de la Lissa. La 20 iulie 1866 a fost decorat de împăratul Franz Joseph I al Austriei pentru acțiunile sale la Lissa cu Ordinul Coroana de Fier, clasa a 2-a, cu decorație de război.

## Activitatea social-culturală

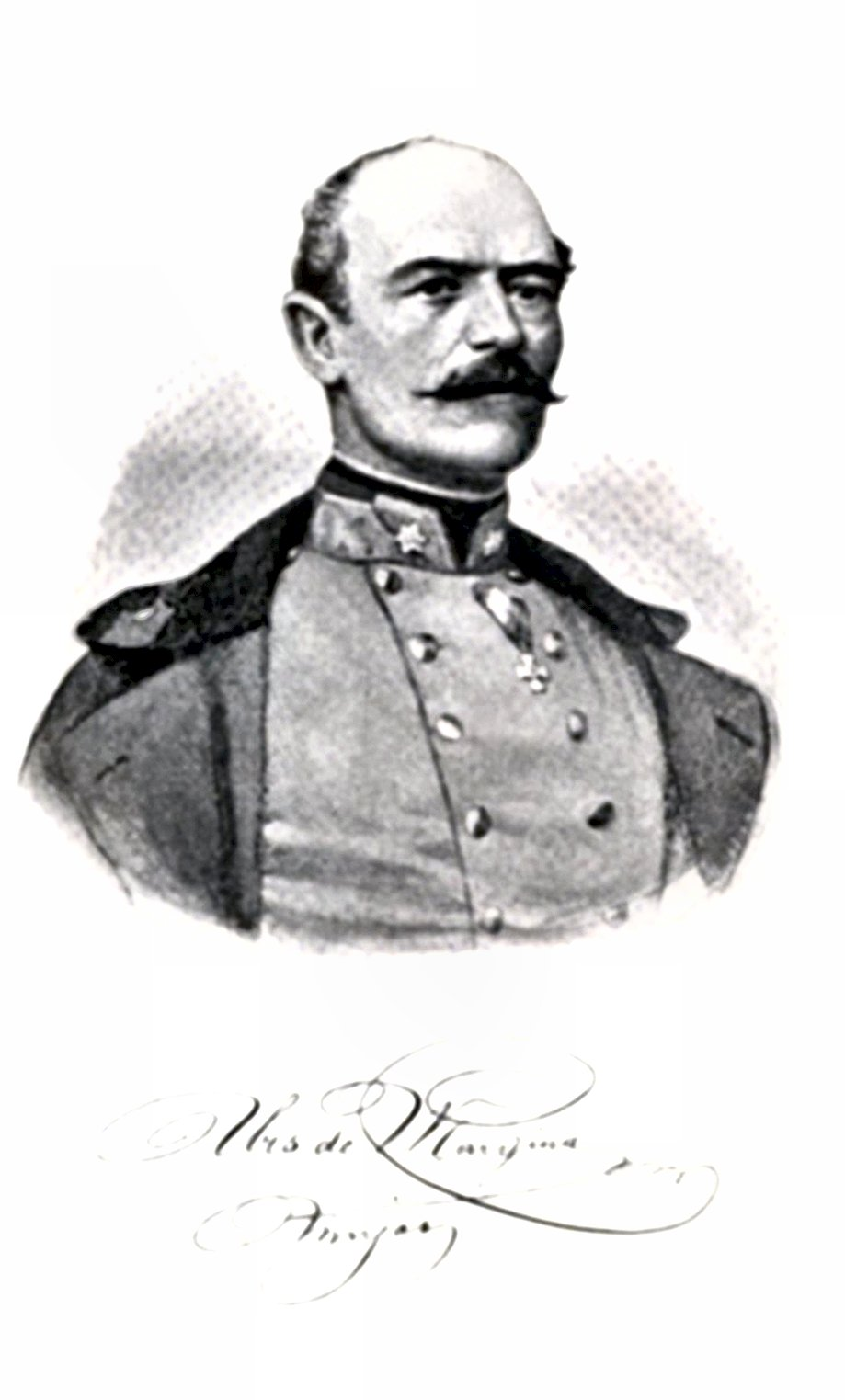
David Urs de Margina în grad de maior, cu Ordinul Maria Terezia la piept

S-a implicat în păstrarea regimentelor militare grănicerești românești, amenințate cu desființarea odată cu reorganizarea armatei cezaro-crăiești. A sprijinit financiar școlile grănicerești de la Orlat și Năsăud. Întreaga sa avere a lăsat-o moștenire Bisericii Române Unite cu Roma. O clauză testamentară prevedea ca suma de peste 50.000 de florini pe care a lăsat-o moștenire să fie destinată constituirii unui fond din care Mitropolia Blajului să acorde burse elevilor români studioși, urmași ai foștilor grăniceri din Regimentul I Român de la Orlat. 

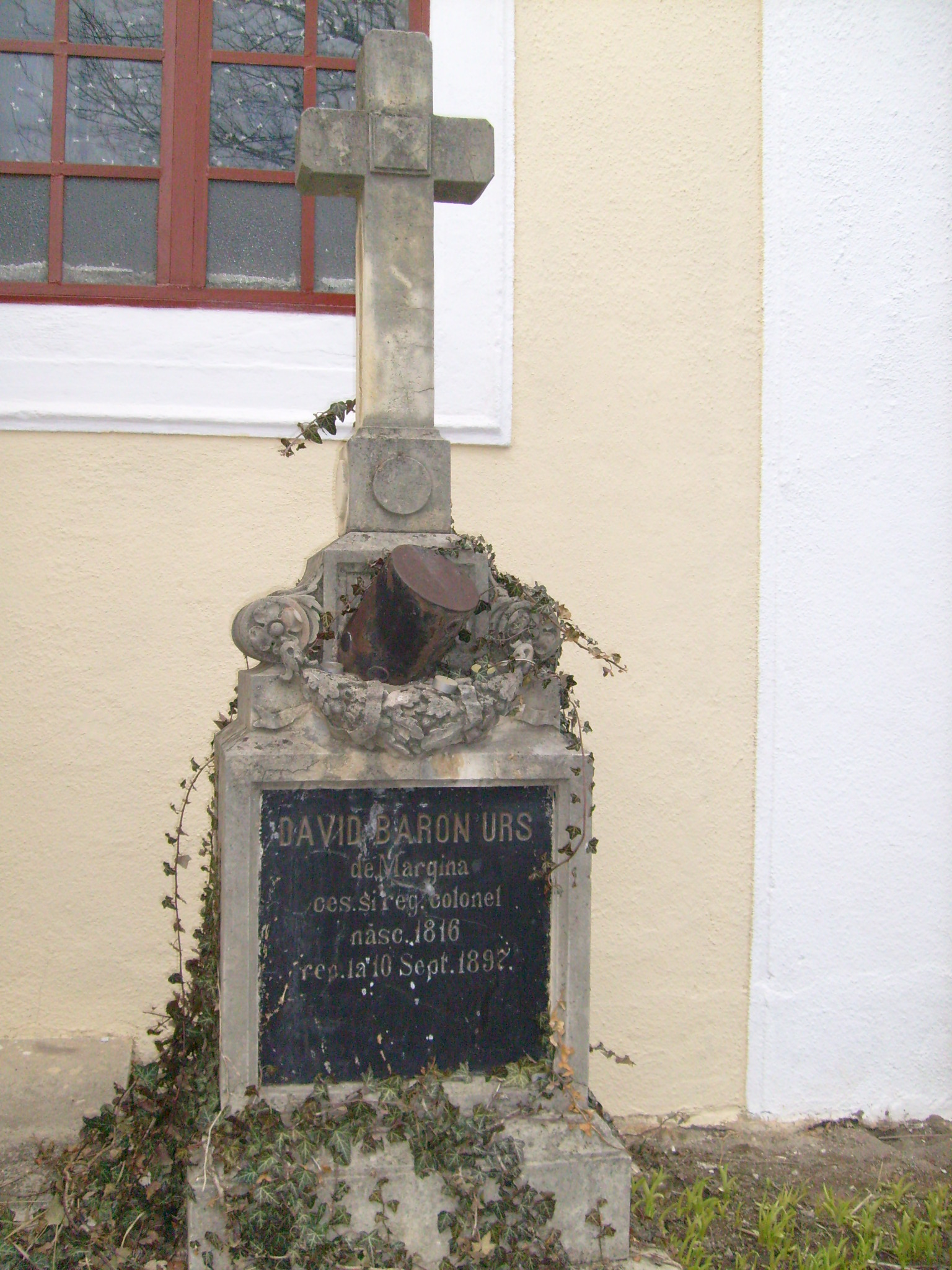
Mormântul lui David Urs

David Urs s-a stins din viață la Sibiu, la data de 10 septembrie 1897. Este înmormântat alături de George Barițiu în cimitirul Bisericii dintre Brazi, situată în strada Reconstrucției la nr. 17, prima biserică greco-catolică din Sibiu, ocupată în prezent de o parohie ortodoxă.

## Memoria
Astra a inițiat în anul 1916 sărbătorirea centenarului nașterii sale, însă intrarea trupelor Regatului Român, în Transilvania în contextul Primului Război Mondial, a făcut imposibilă concretizarea acestei idei. La 18 noiembrie 1937 ofițerii nou-înființatului batalion 3 grăniceresc de gardă, cu garnizoana la Făgăraș, au comemorat împlinirea a 40 de ani de la moartea sa.
Din 1921 o stradă din Sibiu i-a purtat numele. În 1950 administrația  orașului a considerat inoportun acest lucru și a schimbat denumirea străzii în strada Câmpului.